# Jennifer Paige
Jennifer Paige (született Scoggings) (Marietta, 1973. szeptember 3. –) amerikai énekesnő. Legismertebb dala az 1998-ban megjelent "Crush", valamint az 1999-es "Sober" és "Always You" címá dalai, mind debütáló albumáról. Összesen öt stúdióalbuma és egy válogatásalbuma jelent meg.

## Diszkográfia

### Stúdióalbumok
- Jennifer Paige (1998)
- Positively Somewhere (2001)
- Best Kept Secret (2008)
- Holiday (2012)
- Starflower (2017)

### Válogatásalbumok
- Flowers (The Hits Collection) (2003)